# Gerhard Budin
Gerhard Budin (* 1961 in Wien) ist Universitätsprofessor für Translatorische Terminologiewissenschaft und Übersetzungstechnologie an der Universität Wien, Zentrum für Translationswissenschaft.

## Biografie
In den 1980er-Jahren studierte Budin in Wien und Barcelona Translationswissenschaft, Wissenschaftstheorie, Philosophie, Informatik und Volkswirtschaftslehre. 1988 schloss er seine Studien mit einer Promotion in Sprachwissenschaft ab. In den 1990er-Jahren war er wissenschaftlicher Mitarbeiter in mehreren Einrichtungen, unter anderem von 1990 bis 1996 beim Internationalen Informationszentrum für Terminologie (Infoterm) am Österreichischen Normungsinstitut. 1997 folgte die Habilitation am Institut für Übersetzen und Dolmetschen sowie am Institut für Wissenschaftstheorie und Wissenschaftsforschung der Universität Wien. Von 1996 bis 2004 war Budin wissenschaftlicher Mitarbeiter an der Universität Wien, seit 1. Januar 2005 ist er dort Universitätsprofessor für Translatorische Terminologiewissenschaft und Übersetzungstechnologie.
Von März 2010 bis Ende 2013 war Budin zudem Direktor des Instituts für Corpuslinguistik und Texttechnologie (ICLTT) der Österreichischen Akademie der Wissenschaften (ÖAW).

## Lehre
Seit 1989 ist Budin in der Lehre in den Bereichen Terminologiewissenschaft, Übersetzungstechnologie, Fachsprachenforschung, Informationswissenschaft und angewandte Wissenschaftstheorie an der Universität Wien tätig. Er hatte Gastprofessuren an der Universität Limoges (1997–1998) und an der Universität Paris VII (2002) und ist seit 2001 Visiting Professor an der Donau-Universität Krems. Seit Beginn der 90er-Jahre gibt Budin Gastvorträge, Seminare und Lehrgänge an Universitäten und Forschungseinrichtungen in aller Welt.
Seit seiner Habilitation hat er etliche Masterarbeiten (etwa 400) und Doktorarbeiten (15 abgeschlossen, 15 laufend) betreut.

## Forschung
Zu den Themenschwerpunkten der Forschung Budins zählen kognitive und linguistische Strukturen von Fachterminologien, Sprachtechnologien als Arbeitsinstrumente der internationalen Sprachindustrie und als Forschungsmethoden der digitalen Geisteswissenschaften sowie die Entwicklung der mehrsprachigen Fachkommunikation.
In den folgenden Forschungsschwerpunkten ist Budin in den letzten 25 Jahren im Rahmen österreichischer, europäischer und internationaler Forschungsprojekte tätig gewesen:
- Vergleichende Terminologieforschung, Terminologiemanagement
- Sprach-, Übersetzungs- und Wissenstechnologien, Lokalisierung
- Mehrsprachiges Informations- und Wissensmanagement
- Internationale Fachkommunikation, Interkulturelle Technische Dokumentation
- Fachsprachenforschung und Wissenschaftslinguistik
- Angewandte Wissens- und Wissenschaftstheorie, Digitales Wissenschaftserbe
- Interkulturelles eLearning, Wissensorganisation in eEducation

Seine Haupttätigkeit am Zentrum für Translationswissenschaft der Universität Wien ist das Projekt „Translation – Cognition – Technologies“, das einen Teil der transdisziplinären Forschungsplattform „Cognitive Science“ der Universität Wien bildet.

## Funktionen und Mitgliedschaften
- Inhaber des UNESCO-Lehrstuhls „Multilingual, Transcultural Communication in the Digital Age“ am Zentrum für Translationswissenschaft der Universität Wien[4]
- Korrespondierendes Mitglied der philosophisch-historischen Klasse der Österreichischen Akademie der Wissenschaften (seit 15. April 2011)[5]